# Pär Ahlberger
Pär Ahlberger, född 1962 i Stockholm, är en svensk diplomat. Han har bland annat haft uppdrag som Sveriges ambassadör i Singapore, Australien och Island. Sedan 2024 leder han en statlig utredning som ska se över former och styrning av  det statliga stödet till export av försvarsmateriel.

## Biografi
Ahlberger har en Fil. kand. från Stockholms universitet med inriktning på internationella relationer samt efterföljande studier med inriktning på europeisk integration vid Johns Hopkins University i Bologna.
Ahlberger arbetade i slutet av 1980-talet och början av 1990-talet vid Svenska Röda Korsets Centralstyrelse, Försvarets forskningsanstalt, Efta-sekretariatet i Genève, EU-kommissionen i Bryssel och för dåvarande Industriförbundet. Under åren 1993-1998 arbetade han med handels- och industrifrågor vid Försvarsdepartementet, Utrikesdepartementet och Närings- och handelsdepartementet. Han var sekreterare i Kommittén för Näringslivsinsatser för Polen 1997. Ahlberger var stationerad vid Sveriges ambassad i Köpenhamn 1998-2000. Åren 2000-2002 var han kanslichef och departementsråd vid handelsministerns kansli på Utrikesdepartementet. Därefter tjänstgjorde han under åren 2002-2006 som andreman och minister vid Sveriges ambassad i Peking, vilket följdes av en stationering som ambassadör vid Sveriges ambassad i Singapore, med sidoackreditering i Brunei 2006-2010. Ahlberger var samordnare av försvarsmaterielexport med ambassadörs ställning vid Utrikesdepartementet åren 2010–2014.
Under åren 2014-2019 var Ahlberger ambassadör vid Sveriges ambassad i Canberra, Australien med sidoackreditering i Nya Zeeland, Fiji, Papua Nya Guinea, Vanuatu, Kiribati, Samoa, Salomonöarna, Tonga, Nauru och Tuvalu. I de två sistnämnda nationerna som Sveriges förste ambassadör.
Ahlberger var 2019-2020 ambassadör för internationellt hållbart företagande (CSR) vid Utrikesdepartementet i Stockholm. Åren 2020-2024 var han ambassadör vid Sveriges ambassad i Reykjavík på Island. Den 30 oktober utsågs han av regeringen till särskild utredare för att se över reglering, styrning och former för det statliga stödet till export av försvarsmateriel. Utredningen ska redovisa sina resultat senast den 30 oktober 2025.
Ahlberger har sina rötter i Ekshärads socken i Värmland, även om han själv är född och uppvuxen i Stockholm. Han är gift och har två barn.